# Défiler
Singles de Stromae
Repetto x Mosaert
(2017) Santé
(2021)
Défiler est un single de Stromae, sorti le 27 avril 2018.
Long de neuf minutes, le titre fait la promotion de la cinquième capsule de la collection de vêtements Mosaert. Un clip vidéo sort le même jour. Il s'agit du premier single solo où Stromae chante depuis Quand c'est ? en 2015, tiré de l'album Racine carrée paru en 2013.

## Classement
| Classement (2018)                       | Meilleure position |
| --------------------------------------- | ------------------ |
| Belgique (Wallonie Ultratop 50 Singles) | 7                  |
| France (SNEP)                           | 8                  |
| Belgique (Flandre Ultratop 50 Singles)  | 29                 |
| Hongrie (Single Top 40)                 | 39                 |
| Suisse (Charts Romandie)                | 9                  |